# Teplice nad Metují
Teplice nad Metují är en stad i Tjeckien. Den ligger i den nordöstra delen av landet, 140 km öster om huvudstaden Prag. Teplice nad Metují ligger 467 meter över havet och antalet invånare är 1 805.
Terrängen runt Teplice nad Metují är huvudsakligen kuperad, men åt nordväst är den platt. Teplice nad Metují ligger nere i en dal. Runt Teplice nad Metují är det ganska tätbefolkat, med 72 invånare per kvadratkilometer. Närmaste större samhälle är Trutnov, 18,5 km väster om Teplice nad Metují. Omgivningarna runt Teplice nad Metují är en mosaik av jordbruksmark och naturlig växtlighet.